# Castello di Roccascalegna
Das Castello di Roccascalegna ist eine Höhenburg in der  italienischen Gemeinde Roccascalegna in der Provinz Chieti. Sie liegt auf einer überhängenden Felsspitze in dominanter Lage über der Siedlung, ist eine sehr alte Gründung und erhielt vom 16. bis zum 17. Jahrhundert zahlreiche Anbauten. Nach den Restaurierungsarbeiten in den letzten Jahren des 20. Jahrhunderts ist die Burg wieder zu besichtigen.

## Geschichte
Die Burg von Roccascalegna entstand im 11. oder 12. Jahrhundert als Erweiterung eines einfachen Wachturmes aus der Zeit der Langobarden. 1525 wurde die Burg erstmals urkundlich erwähnt, als über ihre Restaurierung berichtet wurde. Im 16. Jahrhundert wurden die Mauern höher als die ursprünglichen Mauern wiederaufgebaut, jedoch ohne Zinnen. In der Zeit der Herrschaft der Annecchinos wurden die vorhandenen Türme verstärkt und es wurde ein Rundturm hinzugefügt. Darüber hinaus wurden die größeren Umbauten in der Zeit des Baronats der Cerafas durchgeführt, einem Baronat, das in dem Land von 1531 bis 1600 dauerte: Die Kapelle „Santissimo Rosario“ wurde 1577 errichtet und ebenso die Zufuhr von Regenwasser verbessert. Unter der folgenden Herrschaft der Corvis, die von 1600 bis 1717 dauerte, sah man weitere Eingriffe, insbesondere 1705, als die Zugbrücke zerstört und der Scharwachturm am Eingang gebaut wurde, ebenso wie die Schutzmauer der Eingangsrampe, ein Umbau, der mit einem notariellen Dokument bestätigt wurde. In den folgenden Jahren stürzten nach Jahren der Vernachlässigung viele Teile der Burg ein, bis zum Einsturz des „Torre del Cuore“ (dt.: Herzturm, so genannt wegen des Wappens über dem Haupteingang) im Jahre 1940. 1985 stifteten die letzten Eigentümer, die Croce Nannis, die Burg der Gemeinde, die eine Restaurierung beschloss, die in den 1990er-Jahren begonnen und 1996 fertiggestellt wurde.

## Beschreibung

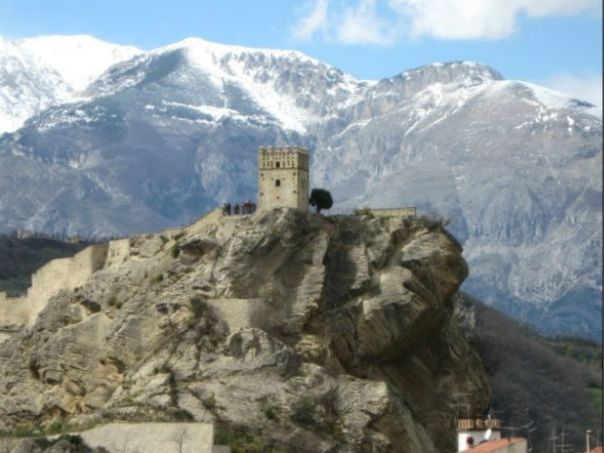
Der obere, mittelalterliche Turm, der bei den Restaurierungsarbeiten wieder aufgebaut wurde.

Über eine steile Treppe, die von der Ebene von „San Pietro“ aus hinaufführt, und weiter über geneigte Terrassen auf den Felsen erreicht man den Eingang, wo die Reste der Zugbrücke erhalten sind. Rechts davon gibt es einen Turm, der „Torre di Sentinella“ genannt wird. Der Hof führt zu den anderen Türmen, dem Gefängnisturm und zum Angevin-Turm, sowie zur Kapelle mit Rinne zur Sammlung von Regenwasser, das in eine Zisterne fließt, die aus Abfällen gebaut wurde. Eine letzte Rampe führt zum Wachturm, der aus rauem Stein- und Ziegelmauerwerk mit Öffnungen an allen vier Seiten erbaut wurde. Die Burgmauern umgeben den steilen Felsüberhang. Die Mauern sind so hoch wie die Türme und aus leicht behauenem Stein, Kieselsteinen und Ziegelfragmenten erbaut. Die einschiffige Kapelle ist nicht verziert.

## Legende über die Burg
Eine der Legenden über die Burg befasst sich mit der Anwendung des sogenannten Ius primae noctis: Nach dieser Legende soll ein Baron der Burg, Corvo de Corvis, 1646 diese Regel angewendet haben, die alle Frauen im Land verpflichtete, die erste Nacht ihres Ehelebens mit ihm zu verbringen, anstatt mit ihrem frisch angetrauten Ehemann. Man erzählt sich, dass die letzte frisch verheiratete Frau oder ihr legitimer Ehemann, angetan mit ihren Kleidern, zur vorgesehenen Verrichtung auf die Burg kletterte und stattdessen den Baron erstach; es scheint auch, dass Letzterer im Tode auf einem Felsen seinen unauslöschlichen, blutigen Handabdruck hinterlassen hat.
Tatsächlich soll dieser Abdruck (der nach dem Zusammenbruch von 1940 deutlich sichtbar war) nach dem Volksglauben immer wieder auftauchen, auch wenn er häufig abgewaschen wurde.

## Kirche San Pietro

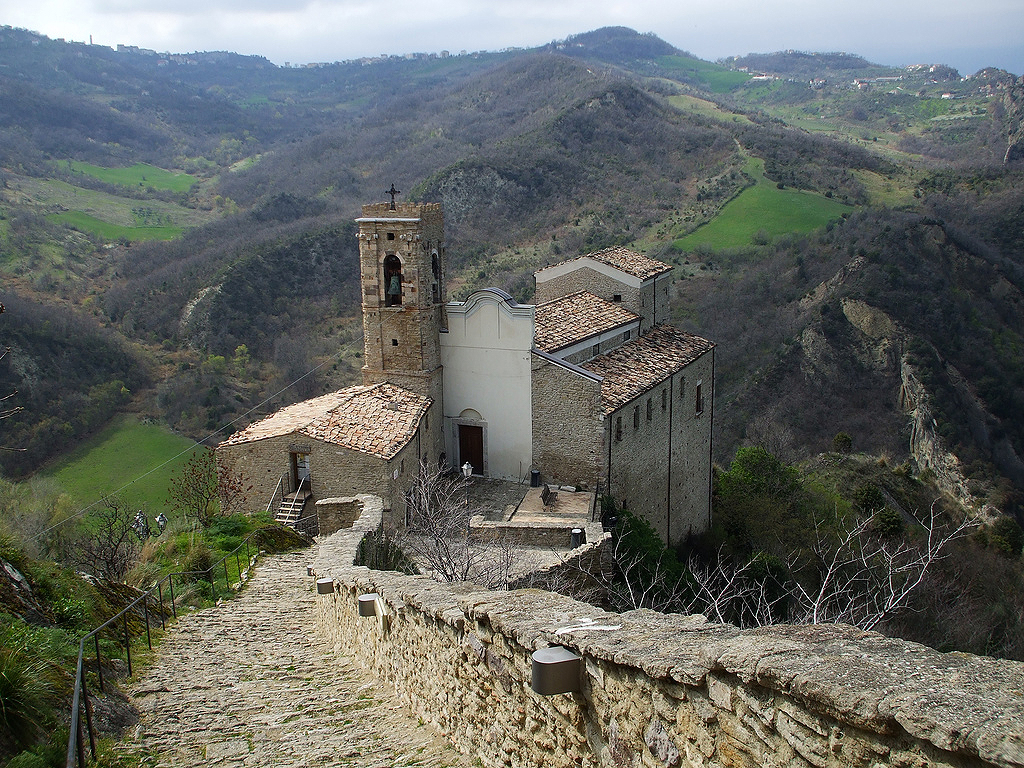
Kirche San Pietro

Nahe der Burg liegt die mittelalterliche Kirche San Pietro. Sie wurde um 1568 fertiggestellt, wie die ersten Quellen berichten, und man nimmt an, dass aus dem 13. Jahrhundert oder davor stammt; sie war die erste Kirche von Roccascalegna und Kapelle des Barons. Das Eingangsportal zeigt die Jahreszahl 1461, die dem Heiligen Antonius und dem Heiligen Ludwig geweihten Seitenaltäre stammen aus der Mitte des 18. Jahrhunderts. Das Innere der Kirche besteht aus drei barocken Kirchenschiffen; die halbrunde Apsis ist leicht gegen die Achse der Kirche verdreht. Der Glockenturm ist auf 1805 datiert, was wohl das Jahr einer Restaurierung des mittelalterlichen Turms ist; er zeigt an seiner Spitze einige Zinnen. Die barocke Fassade ist sehr einfach gehalten und es ziert sie nur das romanische Rundbogenportal mit barockem Fresko auf der Lünette.